# Tricuspes
Tricuspes — це вимерлий рід цинодонтів, який жив на території Європи під час тріасу від 203.6 до 199.6 млн років тому. Відомі три види: Tricuspes tubingensis (Huene, 1933), Tricuspes sigogneauae (Hahn et al., 1994) і Tricuspes tapeinodon (Godefroit and Battail, 1997), які всі належать до пізнього тріасового (ретійського) періоду в континентальній Європі.

## Додаткова література
- Zofia Kielan-Jaworowska, Richard L. Cifelli, and Zhe-Xi Luo, Mammals from the Age of Dinosaurs: Origins, Evolution, and Structure (New York: Columbia University Press, 2004), 186.